# 球体の奏でる音楽
『球体の奏でる音楽』（きゅうたいのかなでるおんがく）は、小沢健二の3枚目のアルバム。または、同アルバムの収録曲である。1996年10月16日、東芝EMIから発売された。2002年2月6日、『Eclectic』の発売に先駆けて、再発売された（商品番号や価格は同じ）。

## 解説
全編ジャズ・アレンジのアルバム。演奏時間25分51秒、6曲+間奏曲2曲、とミニアルバムに近い構成である。前作に引き続き、演奏・コーラスで東京スカパラダイスオーケストラのメンバーが参加し、コーラスでヒックスヴィルが参加した。また、小沢の呼びかけにより、渋谷毅、川端民生が演奏で参加し、それぞれピアノ、ウッドベースを担当した。
また、前作のアルバムから本作のリリースまでに5作ものシングル（前作のアルバムからのシングルカットの場合を除く）をアルバム未収録にしており、収録されたのは「大人になれば」1作のみであった。

## 収録曲
全作詞・作曲・編曲：小沢健二、"球体多重奏団"オーケストレーション・指揮：服部隆之（4,5,7）
1. ブルーの構図のブルース
2. 大人になれば
3. Alé?
「あれっ?」を連呼する19秒程度の曲
4. ホテルと嵐
5. すぐに会えるかな?
6. 旅人たち
「球体の奏でる音楽」に詞を付け、別アレンジで演奏した楽曲。
7. 球体の奏でる音楽
インスト曲。
シングル「大人になれば」のカップリング曲。
8. みんなで練習を
練習時の音響を収録したもの

## 演奏
- 小沢健二
  - Vocal
  - Guitar, Percussion (#1.2.4.5)
- 渋谷毅：Piano (#1.2.4.8)
- 川端民生：Bass (#1.2.4.8)
- 木村誠：Percussion (#1.2.4.5.7)
- GAMO (東京スカパラダイスオーケストラ)：Tenor Sax (#4.5.8)
- NARGO (東京スカパラダイスオーケストラ)：Trumpet (#4.8)
- 北原雅彦 (東京スカパラダイスオーケストラ)：Trombone (#8)
- 朝川朋之：Harp (#6)
- 中西康晴：Organ, Piano (#5)
- 岡沢章：Bass (#5)
- 青木達之・沖祐市 (東京スカパラダイスオーケストラ)、木暮晋也・真城めぐみ (ヒックスヴィル)、及川浩志、飯田希和：Chorus (#4.5)
- 球体多重楽団 (#4.5.7)